# ChuSingura46+1 -忠臣蔵46+1-
『ChuSingura46+1 -忠臣蔵46+1-』（ちゅうしんぐら46+1）は、inre（インレ）より2013年5月31日に発売されたアダルトゲーム。
2014年11月28日にはファンディスクおよび続編として『ChuSingura46+1- 忠臣蔵46+1-武士の鼓動』が発売された。
2015年5月28日にdramatic createより、PlayStation Vita版『ChuSingura46+1 -忠臣蔵46+1- V』が発売された。
2015年12月16日に、にじよめ版、WAKU+版、2016年4月8日にはモバゲー版が配信された。
2019年11月29日に、プレカノブランドで、ロープライスのファンディスク『ChuSingura46+1 わっちとお兄ちゃんのラブラブ長屋生活』が発売される。

## 概要
忠臣蔵（赤穂事件）をサウンドノベル化した作品だが、本作の特徴は大石内蔵助をはじめとした赤穂浪士や事件に関わる主要人物のほとんどが女性化されていることである。元は原作者の葉山こよーてが率いる同人サークル「れいんどっぐ」がコミックマーケットで複数回に分け発表した同名の同人作品である。同人版の発表時期は以下の通り。
- 第1作『假名手本忠臣蔵編』 - コミックマーケット80（2011年8月13日）
- 第2作『江戸急進派編-Edo radical faction』 - コミックマーケット81（2011年12月31日）
- 第3作『百花魁編』 - コミックマーケット82（2012年8月11日）

商業作品化に際し、主人公以外のボイスと新規ストーリーとして『仇華・宿怨編』と『刃・忠勇義烈編』が追加され、単一パッケージとなっている。

## ストーリー
元禄14年3月14日に起こった浅野内匠頭の刃傷を契機とした赤穂藩の改易により家禄を失いながらも、亡君の仇である吉良上野介を討つべく立ち上がった四十六人の浪士たち。そして、タイムスリップで江戸時代の赤穂の地にやって来てしまった深海直刃がいた。
直刃は浪士たちとともに、悲願の仇討ちに邁進することとなった。
假名手本忠臣蔵編
直刃は浅野内匠頭が松の廊下で刃傷事件を起こすと内蔵助達に伝えるが誰も信じてもらえなく、右衛門七に監視され続けていた。その後、刃傷事件が起こったという知らせが赤穂に届くと同時に、討ち入りが起こる前に逃げ出そうと考えていたが、事件の全貌を知っていたことから、内蔵助の命で唯七により捕縛され座敷牢に放り込まれる。その後、座敷牢の門番がお家断絶を機に逃げ出してしまい、飲まず食わずが続いたところへ、心配で座敷牢を訪れた右衛門七に救出される。
一方、赤穂城では評定が行われており、徹底抗戦と籠城討ち死の二択しか出ていなかった。松之丞に連れられる形で赤穂城に来た直刃から無条件で城を明け渡すことを提言され、3日間口を閉ざしていた内蔵助がその意見に賛同した。評定終了後、内蔵助は彼を呼び出し、なぜ内匠頭が刃傷事件が起こるのを知っていたのかを聞く。直刃が自分は300年後の未来から来た人間だと明かしたところ、内蔵助は冗談だと思いつつも彼を気に入る。
そして赤穂城明け渡しの際、直刃は右衛門七達と上方に行くと思いそのドサクサに紛れ逃げ出そうと思っていたが、内蔵助に京都山科に来いと言われそのまま同行する羽目になった。内蔵助自身は討ち入りよりはお家再興に全力を注いでいたものの、それはかなわぬどころか、吉良邸討ち入りとなった。ここで直刃は内蔵助には自分が未来から来たことを信じてもらう。そして結ばれた内蔵助と共に吉良邸に討ち入る。直刃は内蔵助と泉岳寺で別れる事になり、それからはずっと宛もなく江戸をさまよっていた。彼は出会った阿久里に討ち入りの顛末を話すも気は晴れる事はなかった。ついには泉岳寺で腹を切ろうとした時、猿橋により背中から刺された。直刃は死んだと思っていたが、目覚めたら懐かしい自分の部屋で目覚め、隣にはなぜか切腹したはずの右衛門七が無傷でいた。そして自分は一度死んでここは刃傷事件前の時間まで巻き戻った世界だと知った。
江戸急進派編
再び松の廊下刃傷事件以前の赤穂に巻き戻された直刃は内蔵助に江戸の急変を警告しようとするが、内蔵助の娘である松之丞(主税)に阻まれてしまう。再び時間が巻き戻ったことにより松之丞との人間関係もリセットされてしまったため、松之丞は執拗に内蔵助へ面会しようとする直刃を強く警戒する。内蔵助に直訴することが不可能だと悟った直刃は刃傷事件を知らせる早駕籠が到着するのを確認すると赤穂浪士たちを死なせることなく現代へ帰還するため単身江戸を目指すが、道中の石部宿で堀部安兵衛と高田郡兵衛に出会う。吉良邸の警備が厳重であり単身での暗殺は不可能だと聞かされた直刃は2人に同行し赤穂へ戻る。赤穂では内蔵助が赤穂城の明け渡しを決定しており、安兵衛と郡兵衛はこれに強く反発するが内蔵助に退けられる。同時に赤穂の包囲状況など、通常知りえないことを知っていた直刃を見込んだ内蔵助は自身が転居する京都山科と江戸との連絡役として直刃を抜擢。安兵衛に付いて行き江戸詰めの元藩士たち、所謂江戸急進派の動向を報告するよう命じる。
江戸で安兵衛に稽古を付けてもらいながら江戸急進派の動向を観察する直刃は、同じ急進派筆頭の郡兵衛の他に諜報に長けた間新六や直刃の妹分を自称する毛利小平太らと知り合い、親しく過ごす。こうした生活の中で次第に単なる過激派だと思われていた江戸の元藩士たちに情が移り始める。また、山科に報告へ行った際に松之丞から自身も江戸急進派の一員として強く糾弾されたこと、前回の内蔵助との関係性の違いを自覚したことにより内蔵助への秘めた想いを捨てる。直刃は赤穂浪士たちを切腹の運命から救うため、事件の黒幕の一人である荻生徂徠に接触し、徂徠を脅迫して浅野家のお家再興を要求する。当初は呪術を使った陰謀が知られたことにより当惑していた徂徠と柳沢吉保だが、要求を退けるために赤穂の元藩士たちを暗殺し始める。さらに吉良の親戚筋である上杉家を使い直刃と安兵衛の抹殺も計画。これが阻まれると一連の暗殺事件の容疑を直刃と安兵衛に擦り付け、2人はお尋ね者となる。安兵衛は直刃を連れて故郷である会津地方へと逃れ、道中で直刃の本当の来歴と目的を聞かされる。
安兵衛は未来からやってきたという直刃の話を信じようとしないが、次第に直刃が通常知りえないような事柄を言い当てていたことを悟り始める。生まれ故郷で姉や亡き父の庶子である妹・お梅と再会した安兵衛だが、追手の捕吏を斬り殺す現場をお梅に見られてしまい、以降刀を振ることができなくなってしまう。また、山科での会議で仇討ちの延期が決まることなどを言い当て、いよいよ直刃の話を信じた安兵衛は山科へ向かい、同じく直刃に思う所があったと言う内蔵助と話し合い、直刃を安全に未来へと帰すため討ち入りへの参加を禁じて探索などの支援的な活動のみをさせる。納得がいかない直刃だが安兵衛は愛する者を死なせたくないと直刃を説得する。2人は結ばれ、討ち入りまでの儚い恋人関係を築く。
そんな中、直刃は小平太が病身の姉の治療費を稼ぐために藩士たちの動向を密告していたことを知る。本来の歴史では小平太が討ち入りに参加していないことを知る直刃はそれを現実にしたい一心で小平太に同志から抜けるよう強要するが、小平太は兄貴分のように慕っていた直刃の気持ちを取り戻すため吉良邸に潜入し、清水一学に殺されてしまう。自らの行動が最悪の結果を招いてしまった直刃は絶望するが、更に刀を振れない安兵衛が一学に拉致されてしまう。
直刃は不在の安兵衛の代理として討ち入りに参加するが、そこに呪術によって操られた安兵衛が立ち塞がる。直刃は一学から受けた傷を引きずりながら安兵衛と戦い、主税の脇差の力で彼女を正気に戻すが、もはや虫の息となってしまう。内蔵助たちが吉良を討ち取った勝鬨が響く中、直刃は安兵衛の胸の中で死に、安兵衛が着るはずだった羽織を残して消える。直刃を失った安兵衛は歴史通り切腹の運命が待ち受ける中、泉岳寺で姉やお梅と再会するが、そこで直刃の面影を探す。
死の間際、直刃は生死の狭間で小平太と再会し、柳沢や徂徠の背後に別の黒幕がいること、小平太を死なせてはならないこと、しかしもう仲良く過ごすような関係性は築けないことを伝えられ、3度目のループを迎える。
百花魁編
2度の失敗を経た直刃は自らの行動の結果小平太を失ったことなどを深く後悔し、また安兵衛たちとの人間関係がリセットされたことに対する絶望から歴史に干渉することを辞める。だが偶然野犬に襲われていた松之丞を救ったことが切っ掛けで彼女に慕われる。内蔵助公認で松之丞の許嫁として扱われることを内心不快に思いながらも流されるままに生活する直刃だが、赤穂に江戸での刃傷事件の報せが届く。直刃は赤穂事件にも不干渉を決め込もうとするが、過労によって内蔵助が倒れてしまい、松之丞の許嫁として補佐する立場となってしまう。歴史の流れ通りに赤穂城は明け渡され、藩士たちは江戸、上方に散り、直刃は紆余曲折を経て山科で護衛として生活することになる。
1周目では不在だった萱野三平が内蔵助の護衛に加わった山科だが、歴史への介入を避けたがる直刃は松之丞にそっけなく接する。内蔵助は松之丞を仇討ちに参加させないために元服を許さず直刃と祝言を上げさせようと計画するが、直刃は山科から出ていき安兵衛のいる江戸に向かう。直刃はかつて愛した安兵衛が迎え入れてくれることを期待するが、安兵衛本人が直刃のことを「護衛の任務を放棄して逐電した裏切り者」と扱っていることを知ると打ちひしがれ、江戸からも逃げ出す。
直刃は暗澹たる気持ちのまま沼津の山道を放浪している際、物取りに襲われている山吉新八郎と出会う。新八が直刃を物取りの一党と勘違いし戦いになるが、1周目で内蔵助から教わった巻き上げで新八の刀を奪うとそのまま懐かれてしまう。新八に巻き上げを伝授しながら共に旅をし、山科にほど近い京の町まで行脚する。直刃は江戸で一緒に仕官先を探そうと言う新八に心を許し始めるが、新八が実は吉良家の縁戚である上杉家の家人であり、内蔵助の命を狙っていることを知ると山科へ急行する。直刃は不在だった内蔵助の代わりに松之丞と戦いになっていた新八を制止し、自らが赤穂の人間である素性を明かす。新八は松之丞を見逃す代わりに共に京へ戻ろうと提案するが直刃はこれを拒否、新八と訣別して上杉家による暗殺計画を阻止することを決める。数右衛門の助太刀を得て新八を退けるが、以降彼女は直刃を取り戻すために付け狙うことになる。
山科に戻った内蔵助は松之丞を元服させ主税の名を与え、一計を講じて直刃との仲を取り持つ。だが新八が山科を襲撃し、萱野が殺されるという事件が起きる。吉良側の刺客に殺されたという不名誉よりも武士として死んだという誉を望んだ萱野の願いを汲み取った内蔵助は萱野が自害したことにするが、自らが歴史へ介入し新八との因縁を作ったことが萱野の死を招いたと悟った直刃は完膚なきまでに打ちのめされ、精神に異常をきたしてしまう。
主税の献身によって直刃は立ち直るが、浅野大学の広島浅野本家預かりが決まり事実上お家再興の道が閉ざされると赤穂浪士の盟約は本格的に仇討ちに突き進む。内蔵助は未だ主税の討ち入り参加を認めていなかったがついに折れ、勘当することで参加を認める。討ち入りまでの恋と知りながらも直刃と主税は結ばれ、歴史通り吉良を討ち取る。修行を経て主税と交友を深めていた安兵衛の助力により直刃は泉岳寺から逃がされ切腹を逃れるが、吉良が死に、呪いの伝染がないにも関わらず未来へ帰れないことへ絶望する。切腹も出来ずに寄る辺もなく彷徨う直刃だが、そこに小平太が現れ、実は過去の仇討ちも含め討ち取ったと思われていた吉良は全て影武者であり、本物は未だ健在であることを知る。さらに仇討ちが失敗した際の第二陣を奥野将監が用意していることを知ると高田郡兵衛を引き連れてこれと合流。将監、郡兵衛、小平太らと奥州街道で米沢城に向かう途中の吉良を襲撃する。護衛の新八との決戦となるが、以前巻き上げを教えていた時の癖を知り尽くしていた直刃は新八の意表を付いて命を奪わないように打ち倒し、吉良を討ち取る。
現代に帰った直刃は赤穂の史跡を辿り、歴史学を専攻して赤穂浪士の知られざる真実を研究しようと決意するが、1周目と2周目で赤穂浪士の前に立ち塞がった清水一学そっくりの女が現れる。女は「赤穂浪士を英雄にさせない」と言い残して直刃の前から立ち去る。
仇華・宿怨編
直刃は謎の女の正体を大学生の剣道選手・甲佐一魅であることを突き止める。一魅は直刃を吉良家の菩提寺である萬昌院功運寺に誘い出し、泉岳寺の大大凶の御籤を使って元禄にタイムスリップして赤穂浪士の歴史を変えると語る。一魅の挑戦を受けた直刃は共にタイムスリップし、再び刃傷事件以前の赤穂へと飛ばされる。
江戸の仇討ち急進派の動向を牽制するという名目で内蔵助から江戸行きの許可をもらった直刃は単身、江戸を拠点とすることになる。江戸で待ち構えていた一魅は清水一学を名乗り、直刃に忠臣蔵の伝承には嘘が多く、実際には吉良は被害者であり赤穂浪士の討ち入りは逆恨みの行動でしかないと語る。一魅の目的は義挙として語られる討ち入りを暴挙として後世に伝えさせることであり、そのために討ち入りを失敗させようとする。一魅と直刃は定期的に面会し、赤穂事件について意見を交わすようになるが、その過程で直刃は赤穂浪士の行為の正当性を疑問視し始める。
江戸の長屋で暮らす直刃の隣に橋本平左衛門とその妹のお初が引っ越してくる。平左衛門は強固に仇討ちを主張し、江戸急進派と志を同じくするが、国許の藩士であるため江戸詰めの者たちとは折り合いが悪く急進派とは距離を置く。一学に安兵衛の面が割れることを警戒した直刃も急進派とは距離を置こうとするが、吉良邸の監視中に安兵衛と知り合ってしまい、以降水面下で協力し合うことになる。
一方の一魅も上杉家家老の色部安長と通じて討ち入りの対策を練り、山吉新八郎と合流して元赤穂藩士たちの分断などを講じる。一魅は赤穂の関係者であるお初と知り合い親しくなるが、それとは知らずに平左衛門を罠に嵌める。平左衛門は吉良が外出するという偽の情報を信じて駕籠を襲撃し、一魅と新八に殺されそうになるが駆けつけた直刃と安兵衛に救われる。しかし一魅に付けられた傷が原因で平左衛門は刀を握れなくなり、また独断で吉良を討とうとした軽挙によって盟約での居場所を失う。酒に溺れ、お初にも暴力を振るうようになり、酒代目当てにお初を遊郭に売ろうとする。直刃と安兵衛は内蔵助に相談してお初を上方に逃がす手筈を整えるが、借金取りに追われて進退窮まった平左衛門がお初を道連れに心中してしまう。
お初の死を見せつけられた一魅は歴史への介入を直刃に諫められるが、逆に決意を新たにして内蔵助の命を狙うようになる。一魅は直刃に内蔵助が討ち入り後に朝廷の助け舟を期待しているという話をし、睡眠薬を使って昏倒させ、宿場に滞在している内蔵助の宿に押し入る。しかし内蔵助が朝廷の救いなど期待しておらずあくまで仇を討つことを目的としていることを知るとその場から立ち去る。一魅はさらに安兵衛の屋敷に押し入るが、安兵衛と孫太夫に押されて死にかかったところを直刃に救われる。吉良の手の者を助けた直刃には疑いの目が向けられ、盟約から外される。
直刃は一魅が吉良家と清水一学の血を引く末裔であることを知る。直刃の家と同じように剣術道場を開いていた一魅の実家だが、吉良の末裔だということが知れ渡って評判が悪くなり、道場を閉めた父親が自殺するという過去を持っていた。赤穂浪士に並々ならぬ恨みを抱いていた一魅だが、お初の死や内蔵助の人となりに触れたことにより討ち入りの妨害を辞め、復讐の行方を内蔵助との一騎打ちに託す。討ち入りの日、赤穂浪士の前に現れた一魅は内蔵助に挑みかかるが敗れる。そこに直刃が現れて一魅と心中し、一魅にタイムスリップを教えた真の黒幕へ挑むための新たなループへと臨む。
刃・忠勇義烈編
新たなループを迎えた直刃は、矢頭の一家に付いて行き上方で生活することになる。上方では右衛門七や小夜たちと貧しいながらも円満な暮らしを送る。吉良の屋敷替えに関する会談で江戸に向かった直刃は一魅と接触し、未だ盟約に参加していない右衛門七を歴史通りに討ち入りに参加させる必要性を知る。
直刃は右衛門七に稽古を付けるがあまり進展しない。右衛門七は山科で内蔵助に盟約への参加を強硬に願い出るも内蔵助は認めない。内蔵助は右衛門七に数右衛門と試合をさせるが、右衛門七は数右衛門に圧倒されて敗れ、終いには泣き出してしまう始末であった。弱さを自覚し落ち込む右衛門七だが、奥野将監から修行の師として山田浅右衛門吉行を紹介される。浅右衛門は幕府公認の御様御用(刀の試し切り)であり、罪人の死刑執行人でもある凄腕の剣客であった。右衛門七が浅右衛門に稽古を付けてもらう生活の中で、直刃の元には郡兵衛の脱盟、萱野の死、平左衛門兄妹の失踪などの報せが届く。
浅野大学の本家預かりが決まり、盟約がいよいよ仇討ちに邁進することになると、浅右衛門は右衛門七に面倒を見させていた犬を殺すよう命じる。人斬りに耐えられない右衛門七への荒療治だと言う浅右衛門のやり方に直刃は反発するが、右衛門七は言いつけ通りに犬を殺めて帰ってくる。浅右衛門曰くその犬は病気で先が長くない犬であり、結果的に右衛門七が介錯するような形となった。
武士としての覚悟を持った右衛門七だが、そこに父・長助が危篤であるという報せが届き、直刃と右衛門七は急ぎ上方に戻る。長助は今際の際で右衛門七に仇討ちに参加することと、養子の直刃にはその出自が名家の忘れ形見ではないかと疑っていたと言い残して息を引き取る。遺言通り、右衛門七は内蔵助に盟約参加を直訴し、数右衛門と再戦することになる。数右衛門との勝負には敗れるが、右衛門七が善戦したため内蔵助は葛藤しながらも盟約への参加を認める。右衛門七が盟約に参加したことにより矢頭の一家は奥州の親戚筋に引き取られることになる。直刃と右衛門七が討ち入りに参加することに納得していなかった小夜だが、内蔵助に説得されて国境で2人を涙ながらに激励して別れる。直刃は江戸で安兵衛たちの厄介になりながら一魅と水面下で協力する。
赤穂浪士は歴史通り討ち入りを果たして切腹したと見せかけて、10か月後の1703年12月31日に黒幕である丹羽赫夜の元禄地震を利用した江戸転覆計画を阻止するため表舞台に姿を現す。直刃は事前に内蔵助にループについて信用させ、柳沢吉保や荻生徂徠と取引して切腹を逃れて身を隠していたのである。赫夜は浅野内匠頭の先代、長友の妾腹の子孫であるが、跡目争いを嫌った藩によって仏門に入れられ、父祖が日陰者の血筋として育ったことを恨んでいた。それと同時に直刃もまた長友の妾腹であり、異母姉・内匠頭の計らいによって矢頭家に預けられた存在であることを語る。泉岳寺、小田原城、日光東照宮、富士麓に布陣した赤穂浪士は赫夜に押されるが、歴史上脱盟や死の運命が待ち受ける将監、小平太、郡兵衛、平左衛門、萱野など赤穂の者たちが救援に駆けつける。安兵衛、主税、右衛門七、内蔵助は浅野家に伝わる千鳥を焼き直した刀で赫夜が召喚した白蛇を破り、直刃が赫夜を破ったことでその目論見を阻止する。
赫夜を破った赤穂浪士たちは褒美として播磨灘に浮かぶ島に移住することを許される。直刃は米沢にいる本物の上野介が死ぬまで元禄時代に留まることになる。
武士の鼓動
物語は『刃・忠勇義烈編』の後半、赤穂浪士たちが切腹したと見せかけて秘密裏に釈放された時点に遡る。死んだはずの赤穂浪士たちの潜伏先として一魅は直刃の住む現代に逃がすことを提案する。直刃と赤穂浪士たちは大大凶の御籤を使って現代にタイムスリップするが、辿り付いた先は元治元年(1864年)、幕末の世であった。一魅に一杯食わされた形ではあるが、彼女が残した手紙には通行手形と京に行けとの手紙があり、唯一の手がかりを頼って一行は京に向かう。
道中で内蔵助、安兵衛、主税の夢枕に浅野内匠頭が立ち、それぞれ假名手本忠臣蔵編、江戸急進派編、百花魁編での記憶を授ける。直刃と結ばれた記憶を思い出した3人は右衛門七を交えて妻の座を争うことになる。京に到着すると一魅から幕末へタイムスリップさせた理由として赤穂浪士が生存したことにより歪んでしまった歴史の修正が必要であるためと聞かされる。
京で数右衛門がきっかけとなり新選組の近藤勇、土方歳三、沖田総司、斎藤一と因縁を持った一行は、歴史修正の要として新撰組に狙われている長州藩士の桂小五郎を護衛することになる。小五郎の側役として林田の脱藩浪人・大高又次郎がいるが、彼女は赤穂浪士の大高源吾の子孫である。直刃たちは小五郎や又次郎と京で交流するが、新撰組に古高俊太郎が捕縛されたことを切っ掛けとした池田屋事件で又次郎を殺され、数右衛門が沖田によって重傷を負わされる。池田屋では長州藩士の多くが殺され、長州はその報復として元治元年6月に挙兵、後の世に言う禁門の変が勃発する。赤穂浪士と小五郎は山科の寺を拠点にして情報収集に徹し、戦の趨勢を静観する。長州軍は数で勝る幕府軍に敗れ、天王山に退却した残党も新選組の追撃に遭い多くが自刃して果てる。幕府軍は退却する長州軍に追討をかけ、俗に言う第一次長州征伐が始まるが、幕府軍に参加する諸大名がまとまらず本格的な征伐は回避される。
山科で隠遁生活を送っていた一行は、高杉晋作が待つ長州・萩城に向かう。再び勃発する戦に備えて赤穂浪士たちは萩にて1年もの間訓練を行う。直刃の助言で薩摩と同盟を結んだ長州は最新式の銃などを手に入れ、さらに幕府軍に薩摩が加わることを阻止する。第二次長州征伐が勃発すると高杉は奇襲戦法を用いて数で勝る幕府軍を次々と破る。小倉口の戦いでは戦闘を指揮する老中・小笠原長行と熊本藩の猛攻に一時苦戦するも、大坂で徳川家茂の死去の報せが届くと幕府軍は撤退、長州の勝利に終わる。直刃と赤穂浪士の一党は小倉から帰還する途中の新撰組と激突。赤穂藩士の末裔である又次郎の仇を討つと宣言した内蔵助は近藤を打ち破る。数右衛門も沖田にリベンジを果たし、斎藤と土方も直刃と安兵衛に敗れる。小五郎の命を救い、薩長同盟を後押し、長州征伐で長州の勝利を見届けたことで歴史の修正を果たした一行は小五郎と別れ、元禄時代へ帰還する。
丹羽赫夜を倒し江戸を救った赤穂浪士たちは褒美として播磨灘に浮かぶ無人島を与えられてそこに移住する。直刃は米沢にいる上野介が死ぬまで元禄時代に留まることになるが、内蔵助、安兵衛、主税、右衛門七の中から一人を選ぶことになる。正妻を決めかねていた直刃だが、島にやって来た一魅から吉良がもうじき死ぬことを伝えられるとついに正妻を決めることになる。直刃は選んだヒロインと24時間だけ現代で過ごした後、元禄で永遠に別れることになる。直刃は現代に帰還し、元禄に残されたヒロインは直刃の子供、すなわち浅野家の血筋を身籠って育てる。

## 登場人物
前記の通り主要登場人物は主人公の深海直刃と吉良上野介・柳沢吉保など一部を除いて女性化されている。このため、史実と血縁関係や婚姻関係などに改変が見られる。以下、女性化された人物については名の後に「○」を付す。
主要人物
深海 直刃（ふかみ すぐは）
主人公。かつては姉の鐺とともに剣道をやっていたが、友達に怪我をさせてしまってから剣道を離れている。姉と共に泉岳寺に行き、そこで大々凶の御籤を引き、日食が起こったことで自分の記憶と人格が江戸時代にいる「深海 直刃」に移り、そこで右衛門七を初め赤穂浪士の面々と巡り合う。
そして、江戸急進派編と百花魁編の辛く険しい道を無事突破し、元の時代に戻ることができ、ずっと休止状態だった剣道を再び始め出し、今では大会に優勝するくらいにまで成長を遂げていた。だが清水 一学にそっくりの女性＝甲佐 一魅と出会い、彼女から赤穂浪士を英雄にさせないという言葉が引っ掛かり、ずっと彼女の後をつけていた時、吉良上野介の墓に知らずに案内されており、再び元禄時代に戻ることになる。最初に対面したのが切腹して死んだはずの右衛門七、そしてかつて愛し合った内蔵助に安兵衛に主税の3人と再会を果たすが、時間が巻き戻っているためその時の記憶がリセットされている事は頭では分かっていても、気持ち的に複雑な想いを抱いている。そして、共に転移した甲佐 一魅は清水 一学となって赤穂浪士達の歴史を変えようとする企みを阻止するため行動を開始する。
幕末尽忠報国烈士伝 -MIBURO-でも名だけだが、登場している。
大石 内蔵助（おおいし くらのすけ） ○
声 - 有栖川みや美 / 高田初美
假名手本忠臣蔵編のヒロイン。播磨国赤穂藩国老として、藩の政治と経済を統括する人物で、周りからは「ご城代」と呼ばれている。普段は子供の姿と思わせる昼行燈の姿でいるのが多く、周りからはかなり疎まれる目線を強いられているが、人を統括するカリスマ性と剣の腕は想像以上の才を持っている。
仇討ちではなくお家再興を目指しているために安兵衛ら仇討ちを考えている者と衝突することが多々あったが、頭が切れるので上手く相手を丸め込んでいる。
【假名手本忠臣蔵編】
現代の記憶を持つ直刃の言動を気にし、直刃の話を聞き、気に留めていた。城明け渡しにより、京の山科へと行く際に、直刃に同行するように命じ、直刃、松之丞（後の主税）と3人で暮らす。途中、直刃の剣の癖や直刃が抱えている問題などを見切るなど鋭い様子を見せている。何よりもお家再興を念頭に置き、その夢が潰えるまでは、仇討ちはしないと言っていた。直刃の言を真実だと信じ、直刃が何も言わないということは御家再興が叶うのではないかと信じていたが、叶わなかった。しかし、そのことをきっかけに直刃と通じ合い結ばれる。しかし、史実通りに仇討ちを行い、直刃と別れることとなった。
【江戸急進派編】
直刃は現代の記憶と假名手本忠臣蔵編の記憶を持っているため説得しに来たが、その言を信じなかった。そのため、直刃は単身江戸に向かっていたが、安兵衛と共に引き返してきて、それを知った内蔵助は直刃に安兵衛について江戸に行って、その情報を伝えろと言った。その実、直刃の言っていたことを信じていて、安兵衛が山科に乗り込んできたときは、そのことを安兵衛と直刃に明かした。しかし、あくまで正式な通達が江戸から来るまでは動かないとし、通達が来ると赤穂浪士を率いて仇討ちを行った。
【百花魁編】
主税が惚れたという直刃を、主税の許嫁として扱う。また、その直刃の剣の実力を試そうと剣で打ち合い、假名手本忠臣蔵編で自身が教えた巻き上げを使われ破れている。上記2編ではいずれも山科についたのちに過労から来る病気を発症するが、今回は評定の場で倒れている。そして、動けない自分の代わりを主税に託した。
【仇華・宿怨編】
視点が江戸のことが多いため出番こそ少ないが、判断力の高さや3編を経て成長した直刃の強さを見抜くなど鋭さは変わっていない。
【刃・忠勇義烈編】
差出人不明の手紙が事実を言い当てていたことから、その手紙に書いてある内容が事実であると判断し、動いていた。直刃が差出人と分かって以降は、直刃、一魅と言う現代から来たうえに数度に亘って世界を見ている2人と協力して、真の敵と戦うことを決意する。
【武士の鼓動】
直刃からの提案で大々凶の御籤の力で、真の敵が現れるまで未来で身を隠すことになった。行先は幕末時代で、そこで幽霊となった浅野内匠頭によって【假名手本忠臣蔵編】で直刃と過ごした記憶を授けてもらう。
幕末で新撰組を倒し、赫夜を阻んだ後は、直刃によってヒロインとして選ばれ24時間だけ現代で過ごすことになる。直刃の姉である鐺から金を借りて山科まで旅をし、現代に残る内蔵助所縁の地を巡る。
幕末尽忠報国烈士伝MIBUROでは、垣見五郎兵衛という名のみで登場していたが、池田屋で新八と平助2人に不意打ちする時に、影のみだが登場している。
堀部 安兵衛（ほりべ やすべえ） ○
声 - 桐谷華 / 種﨑敦美
江戸急進派編のヒロイン。赤穂藩江戸急進派のリーダー。浅野内匠頭が存命時は、磯貝と片岡と共に殿のお側役の1人として活動していたが、片手落ちの裁きに納得ができず切腹のきっかけを創った吉良 上野介を憎み、いずれ殿の無念を晴らそうと考えてしまう。しかし仇討ちに乗る気でない内蔵助にだんだんと不信感を抱き始める。
剣の腕は高く、赤穂浪士の中でも数右衛門と並ぶほどに腕が立つ。
【假名手本忠臣蔵編】
内匠頭の死後、赤穂で郡兵衛と共に幕府軍に対して籠城討ち死にする事を内蔵助に直訴するが退けられる。藩士の解散後は後の世に伝わる江戸急進派の筆頭格として内蔵助に仇討ちを迫る。直刃の剣の才能を見抜き、いつまでも仇討ちを引き延ばす内蔵助と袂を分かつよう諭すが辛辣に拒絶されて激昂。試合で直刃を半殺しの目に遭わせるが、巻き上げを食らって試合には敗れる。以降は仇討ちの行方を内蔵助に預け、仇討ちが決まった後は江戸で同志を受け入れ態勢を整えるなど中心的な役目を担う。
【江戸急進派編】
スパイとして送り込まれてきた直刃と試合をして、味方に引き入れた。江戸では同じ家で暮らし、稽古をつけるなどをして常に直刃といたために、徐々に直刃がいないと寂しいと思うようになり始める。郡兵衛の一件の後、直刃から未来から来たことと假名手本忠臣蔵編のことを語るも信じようとしなかったが、酒に酔った直刃が言っていた吉良の屋敷替えなどのことから徐々に信じるようになっていく。しかし、あくまで法螺話として聞いていて、表向きは信じていない振りをしていた。安兵衛を庇って直刃が怪我をして以降、手厚い看病をするようになった。内蔵助と相談して直刃を未来に帰すために討ち入りへの参加を禁じるが、討ち入り前に敵に呪いをかけられてしまう。直刃の尽力によって正気を取り戻すが、清水一学によって受けた傷が原因で瀕死となった直刃をその手の中で看取った。
【百花魁編】
主税と直刃の許嫁の話を軽くあしらう、役目を放棄した直刃を敵視するなど江戸急進派編からは打って変わったために直刃に酷い精神的なダメージを負わせた。主税の切腹の後に、自分の墓を主税の隣に立てるよう頼み、切腹をした。
【仇華・宿怨編】
江戸詰めのリーダー格として国許の平左衛門を牽制し主導権を握ろうとするが、直刃の剣客としての腕前や冷静な状況判断を見込んで水面下で協力し合う。直刃に頼まれて平左衛門やお初の仕事を都合するなど、江戸にいる同志たちを陰ながら支援する一面も見せる。功を焦った平左衛門が独断で吉良を襲撃した際には直刃と共に一学や新八と対峙して平左衛門の命を救うが、この一件で平左衛門は自堕落な生活を送るようになる。平左衛門がお初を道連れに心中すると、声高に内蔵助抜きでの仇討ちを主張する同志たちを諫める言動を取るようになる。直刃が一学を庇ったことや、討ち入り直前に内蔵助の前に現れたことの真意を知らぬまま討ち入りに向かう。
【刃・忠勇義烈編】
若輩でありながら討ち入りに関して意見してきた右衛門七に一目置くようになるほか、浅右衛門と旧知の中である事が語られる。右衛門七が商人を装って吉良邸に偵察に入り、怪我をした際には、討ち入り前にも関わらわず小夜との面会を許すなどの計らいを見せた。最終決戦では駿河国富士山麓で、かつてのライバルである一学と共闘する。
【武士の鼓動】
直刃からもらった大々凶の御籤の力で、幕末の時代に飛び、そこで幽霊となった浅野内匠頭によって【江戸急進派編】で直刃と過ごした記憶を授けられ、内蔵助と同じく直刃にべた惚れ状態となる。同時に浅野家に仕える前のエピソードが語られ、新発田を脱藩してから叔母の契りを交わす菅野六郎左衛門との出会いや高田馬場の決闘までを回想する。幕末の京では新選組副長、土方歳三とライバル関係となり、小倉では真剣勝負にまで至っている。
小倉の戦いで土方を倒し、元禄で赫夜の陰謀を止めた後、直刃によってヒロインとして選ばれ24時間だけ現代で過ごすことになる。直刃と新発田に旅をし、電話に興味を持ったり買い食いを繰り返すなど意外な一面を見せる。新発田城の城跡を見て回るが、脱藩した身であるため城の敷居を跨ぐことはできないと城内の見学は辞退する。宿で直刃が眠った間に直刃のスマホに留守番電話を吹き込む。
現代に帰った直刃は留守番電話のメッセージを聞いて高田馬場にある決闘の碑に行き、安兵衛の叔母である菅野の墓前で安兵衛の夫であることを報告する。
大石 主税（おおいし ちから） ○
声 - ひなき藍 / ミルノ純
百花魁編のヒロイン。内蔵助の娘。母が「昼行灯」と呼ばれていることを悩ましく思っている。幼名は「松之丞」で、本編開始時も「松之丞」と呼ばれている。
【假名手本忠臣蔵編】
寺で剣術の稽古をしていた時に直刃と対面。かわいいなどというNGワードを耳にしたことで、直刃と決闘を申し込むが、逃げられてしまい右衛門七の家まで追いかけていき、そこで再び決闘を申し込んでじゃれ合うという親友的な関係が結ばれた。その後、母親である内蔵助と結ばれたことで、直刃を一度「父上」と呼んだ。
【江戸急進派編】
輪廻転生をした直刃から馴れ馴れしい態度をとられ、それが直刃に対する不快な関係が出来上がってしまい、顔を合わすことで素っ気無い態度を取るようになる。
【百花魁編】
寺で剣術の稽古中に狼の群れに襲われた時に、直刃に助けられたことで一目惚れ。急進派の時とはまるで正反対の関係となり、「直刃殿」と呼んで好意的に接してくるが、抜け殻状態となった直刃から距離を置かれるようになる。しかしそれでもなお慕う気持ちは変わらなく、萱野が刺客に襲われ命を落とした時、自分を見失ってしまった直刃のそばにつき、萱野の亡霊に怯える直刃を必死に励ますのであった。討ち入り完遂後、泉岳寺で直刃と別れを告げている。
【刃・忠勇義烈編】
山科で内蔵助らが不在時に丹羽赫夜が操る骸骨の侍に遭遇する。最終決戦では小田原城に孫太夫らと布陣して戦う。
【武士の鼓動】
直刃からもらった大々凶の御籤の力で、幕末の時代に飛び、そこで幽霊となった浅野内匠頭によって【百花魁編】で直刃と過ごした記憶が授けられる。そして直刃のことを「直刃殿」と呼ぶようになり、直刃にべた惚れとなる。
すべてが終わった後、直刃が自分を選んでくれたら、彼と共に３００年後の世界に送られていて、直刃の家にいた。そこで直刃の姉＝鐺と初対面し、彼女から服を授かり、その格好で東京となった江戸の町を歩き回り、３００年後の赤穂の町を見たいと言い、長旅を覚悟していたが、初めての新幹線の素早さと短時間で赤穂に辿り着いた事に茫然となる。そして変わり果てた赤穂の町を目の当たりにする。もはや自分が知る赤穂の面影は一切なく、しかもお家断絶により幕府に明け渡した赤穂城が明治政府により取り壊され、今では赤穂城跡という成れの果てになっているのにかなりショックを受けていたが、自分が育った屋敷を始めいくつか見覚えのある物は残っていた事と、直刃と自分の名の書いた相合傘が描かれた大岩も残っていたため立ち直る事が出来た。
幕末尽忠報国烈士伝MIBUROでは、池田屋で攘夷志士逃亡時に大声を上げて逃亡を手助けしている。その時の台詞時に名は出なかったが、声からして主税である事は確実である。
矢頭 右衛門七（やとう えもしち） ○
声 - 春河あかり / 同じ
刃・忠勇義烈編のヒロイン。長助の娘である四姉妹の長女。貧乳が悩みのドジっ娘。
剣の腕は、深海直刃と同じくらいと言われていて、竹刀で自分の頭を叩いてしまうほど。日食時、直刃が倒れ、おかしくなってしまった事をずっと気にかけていた。
【假名手本忠臣蔵編】
直刃が山科で内蔵助らと生活することになったため離れ離れで過ごすことになる。主に上方からの連絡役として山科との行き来は盛んであり、度々直刃の前にも表れる。討ち入りでは後詰めとして数右衛門と共に後方から援護する。
【江戸急進派編】
ループによって不可解な言動を取る直刃を怪訝に思いつつも、単身江戸に向かって吉良を討とうとした直刃が責めを受けると妹の小夜と共に擁護する。直刃が安兵衛について行き江戸に行くことになると寂しそうにするが、後に江戸を訪ねた際に安兵衛に親切にされたことが切っ掛けで安兵衛を信頼するようになる。
討ち入りでは後詰めとして活躍する。
【仇華・宿怨編】
橋本兄妹との交流が描かれるが、視点が江戸であり直刃が同志との接触を避けるため出番が少ない。
【刃・忠勇義烈編】
父・長助の言いつけにより討ち入りの義盟への参加を望むが、弱さを理由に内蔵助に退けられる。奥野からの紹介で山田浅右衛門の元で槍の修行をする傍ら、浅右衛門が拾ってきた子犬にきなこと名付けて可愛がる。直刃がかつて刀を振れなくなった理由である幼馴染、莉桜の存在を知る。きなこと悲劇的な別れを経験してからは武士としての覚悟を持つようになり、最終決戦では数右衛門と共に日光東照宮に布陣して戦う。
【武士の鼓動】
幕末で新撰組を倒し、赫夜を阻んだ後は、直刃によってヒロインとして選ばれ24時間だけ現代で過ごすことになる。直刃と大阪に引っ越したというかつての直刃の幼馴染、莉桜に会いに行く。大阪では長助の墓を参るなどしながら莉桜がいる剣道道場に行き、一緒に稽古する。右衛門七は莉桜に直刃のことを頼むと伝える。
元禄で右衛門七と別れ現代に帰った直刃は莉桜と再び交流を始める。
赤穂の関係者
浅野 内匠頭（あさの たくみのかみ） ○
声 - 上田朱音 / 眞田朱音
播磨赤穂藩・第3代藩主。松の廊下で刃傷を起こした張本人。内匠頭の切腹から物語は始まる。
【假名手本忠臣蔵編】
江戸での参勤交代時に朝廷の使者を接待する勅使饗応役に任命される。しかし柳沢吉保と荻生徂徠の陰謀により呪いで操られた饗応指南役・吉良上野介から数々の嫌がらせを受ける。高潔な性格故に常態化していた賄賂を取りやめるが、それが吉良の怒りに触れ、礼儀作法について面罵された挙句に指南料の代わりとして閨に誘うなど女性としても辱められる。そして江戸城松の廊下にて先々代の浅野長直を愚弄されついに上野介に斬りつけてしまう。取り調べではあくまで遺恨を主張し、将軍綱吉の命令で即日の切腹を命じられる。内匠頭の身柄は即刻田村右京大夫の邸宅に移送され、目付の多門伝八郎の計らいで目通りした安兵衛に今後について内蔵助と相談するよう言い残し、その日の晩には切腹した。
【刃・忠勇義烈編】
父・浅野長友の妾腹であり弟にあたる直刃に深海の姓を与え、矢頭の家に預けた張本人であることが判明する。
【武士の鼓動】
内蔵助、安兵衛、主税の夢枕に立ち、それぞれに假名手本忠臣蔵編、江戸急進派編、百花魁編における直刃との記憶を授ける。
不破 数右衛門（ふわ かずえもん） ○
声 - かわしまりの / 瑞沢渓
元赤穂藩浜辺奉行。墓地の死体で試し切りをしたために藩を追い出されていたが、内蔵助と内匠頭を尊敬しており、仇討ちの盟約に加わるため山科へとやってくる。安兵衛に並ぶ剣の腕を持っていて技と言うよりは力業。竹刀や木刀を100回振るよりも真剣を1回振るほうが強くなると言い、道場剣法を学ばずに我流で腕を上げた。真剣なら安兵衛と互角だが竹刀なら負けると言われている。剣豪として知られる安兵衛を目の敵にしており仲が悪い。
【假名手本忠臣蔵編】
内匠頭の凶変を知ると仇討ちの一員に加わるために山科の内蔵助の屋敷にやってくる。内蔵助にも知らせず密かに屋敷の様子を伺っていたが、上杉家から放たれた刺客と戦う直刃に助太刀して正体を現す。藩から追い出された身であるため、当初内蔵助は数右衛門の盟約への参加を拒否するが、野宿しながら屋敷を警護する数右衛門に根負けして一員に加える。江戸の急進派たちが仇討ちを逸るとその動向を探って内蔵助に報告し、討ち入り決定後の江戸下向では直刃と共に内蔵助の供を務める。討ち入りでは後詰めに配置されるが屋敷内に斬り込んで安兵衛と共闘し、清水一学と戦う。
【江戸急進派編】
仇討ちを逸る安兵衛と試合をするなど内蔵助の側近として動く。真剣の峰打ちで勝負をし、片腕で攻撃を防ぐという峰打ちであることを逆手にとった安兵衛の奇策で試合には敗れるが、その豪剣によって骨を叩き折ってしまった。
【百花魁編】
直刃が山科を襲撃した新八と戦っているところに割って入る。内蔵助が江戸で柳沢吉保と面会した際には供をするなど相変わらず内蔵助の身の回りで活動した。萱野が新八に殺され、直刃が情緒不安定になった際には食事の世話をするなど介抱をした。
【刃・忠勇義烈編】
内蔵助の命令で仇討ちの盟約に参加したがる右衛門七と試合をして圧倒し、その未熟さを自覚させる。右衛門七が浅右衛門の元で修行し再戦してからは内蔵助に盟約への参加を具申するなどその成長を認める。最終決戦では右衛門七と共に日光東照宮に布陣し、浅右衛門らと共闘する。
【武士の鼓動】
幕末へタイムスリップし、池田屋事件では新撰組の沖田総司の三段付きを受けて重傷を負う。以降沖田をライバル視し、第二次長州征伐で沖田にリベンジを果たす。幕府から褒美として播磨灘の島に移住することを許されてからは海賊を討伐するなどして過ごしていた。
間 新六（はざま しんろく） ○
声 - 海原エレナ / 氷青
物静かだが話すときは毒舌になる。安兵衛に対し、百合的な感情を抱いている。江戸組では情報収集を担当しているが、彼女は正式は赤穂藩の人間ではない。
武林 唯七（たけばやし ただしち） ○
声 - 桃也みなみ / 同じ
本作ではハーフの設定(作中表記は日系三世)で、碧眼となっている。殿の切腹の知らせを聞いた後は、仇討ちを強く主張する。
奥田 孫太夫（おくだ まごだゆう） ○
声 - 佐藤千幸 / 平田由季
ゴスロリファッションが目立つ赤穂藩江戸組の1人。金髪に青い瞳を持つなど、唯七と同じ異国のハーフ。いつもこけしを持ち歩いている変わり者。剣の腕にかけては安兵衛の次に強い実力を持つ。
普段は気弱な性格だが、梅干しを食べると気が強くなる。また、少々変態の気があり、ことあるごとに脱いだり、ロープを出したり、こけしを出したりする。
早水 藤左衛門（はやみ とうざえもん） ○
声 - 桃井いちご / 大久保藍子
本作では眼鏡っ娘として描かれている。髪の色は違うが、瞳の色が青いため、異国人とのハーフではないかと思われる。
弓を使う。
磯貝 十郎左衛門（いそがい じゅうろうざえもん） ○
声 - 杉原茉莉 / 水口まつり
浅野内匠頭のお側御人を務めていた1人。殿の切腹後、墓前の前で長い髪を切り、仇討ちを強く願っている。
片岡 源五右衛門（かたおか げんごえもん） ○
声 - 白月かなめ / 松山紗香
磯貝と共に浅野内匠頭のお側御用人を務めていた1人で、殿の切腹後は長い髪を切り落とし、仇討ちを強く願っている。　
奥野 将監（おくの しょうげん） ○
声 - 芹園みや / 西沢広香
内蔵助が信頼を置く存在。内蔵助を信頼しているため、上方の仇討ちを主張する人たちを抑えていた。
高田 郡兵衛（たかだ ぐんべい） ○
声 - 鈴田美夜子 / 若林直美
「槍郡兵衛」と呼ばれるほどの槍の名手。その強さは安兵衛や孫太夫と並ぶ。
毛利 小平太（もうり こへいた） ○
声 - 民安ともえ / たみやすともえ
江戸で安兵衛と共に行動している。
矢頭 小夜（やとう さよ）
声 - 秋野花/ あさみほとり
矢頭四姉妹の次女<。
浅野 阿久里（あさの あぐり）
声 - 雪村とあ / 北村彩
内匠頭の妹で、姉の敵討ちを願っている。
萱野 三平（かやの さんぺい） ○
声 - ひうらまさこ / さやまひさこ（同じ）
百花魁編にて内蔵助と行動を共にする。
橋本 お初（はしもと おはつ）
声 - 雪都さお梨 / 同じ
橋本平左衛門の妹で、赤穂藩改易の後は兄とともに江戸へ移住している。
橋本 平左衛門（はしもと へいざえもん）
声 - 日野あたる
お初の兄。

三村 次郎左衛門（みむら じろうざえもん）
声 - 柳英一朗
本作への登場が公式発表されている赤穂浪士の中では唯一女性化されていない。初老の姿で描かれている。
矢頭 長助（やとう ちょうすけ）
声 - 沫瀧ひろ秋
右衛門七以下四姉妹の父。
矢頭 絹（やとう きぬ）
声 - 白雪碧
矢頭四姉妹の四女。直刃に変な踊りをねだる。
矢頭 無垢（やとう むく）
声 - 天神祭
矢頭四姉妹の三女。絹とともに直刃に変な踊りをねだる。
吉良および上杉の関係者
吉良 上野介（きら こうずけのすけ）
声 - 堀川忍 / 宮下栄治
本作に登場する赤穂事件関連の主要人物にあって数少ない女性化されていない人物。元は温厚な生活の持ち主だったが、柳沢吉保の陰謀と荻生徂徠の大々凶の御籤の力によって操られ、浅野内匠頭に数々の嫌がらせを行い、最終的に松の廊下で刃傷事件を起こさせるのであった。
【假名手本忠臣蔵編】と【江戸急進派編】では影武者を用意され、別の場所に雲隠れしていたことで助かっていたが、【百花魁編】で直刃の直感と小平太の調べにより将監率いる第二陣により包囲され、最終的に直刃により首を飛ばされている。
清水 一学（しみず いちがく） / 甲佐 一魅（こうさ かずみ） ○
声 - 御苑生メイ / 小山さほみ
吉良家家臣の二刀流使いで、その実力は高く、安兵衛、数右衛門、直刃の3人と同時に戦っても余裕があるほど。假名手本忠臣蔵編と江戸急進派編では清水一学本人が、仇華・宿怨編以降は末裔の甲佐一魅が一学を名乗り登場する。
【假名手本忠臣蔵編】
突如おかしくなった上野介の様子に不信感を抱いていたが、それが原因で黒幕一味に呪いをかけられ、赤穂浪士一味に問答無用に戦いを仕掛けるようになる。赤穂浪士の吉良邸への討ち入りでは、直刃、安兵衛、数右衛門の3人を相手取って大立ち回りを演じるが、隙をついた数右衛門の一撃に敗れて死ぬ。
【江戸急進派編】
赤穂浪士たちを付け狙い、郡兵衛に重傷を負わせるなど暗躍する。吉良邸を探索していた小平太を殺し、さらに安兵衛を拉致しようと企むが直刃に片腕を斬り落とされる。呪いで操られた安兵衛と共に直刃を殺そうとするが、安兵衛に後ろから刺されて死ぬ。
【百花魁編】
元禄の時間軸においては登場しないが、ラストで直刃が現代に帰還した際に一学に酷似した女、甲佐一魅が登場。赤穂浪士を英雄にはさせないと直刃に宣言して姿を消す。
【仇華・宿怨編】
現代における剣道選手、甲佐一魅は、吉良や清水一学の血を引く末裔のために悪評が立ち、実家の剣術道場が閉鎖され父が自殺した過去を持つ。そのため忠臣蔵の物語や赤穂浪士に恨みを持ち、大大凶の御籤の力を使って元禄時代に清水一学としてタイムスリップし、吉良邸への討ち入りを失敗させようと画策する。同時に現代に帰還していた直刃を誘って赤穂浪士への信頼を挫こうとするが、お初との交流や内蔵助の真意を知ったことにより目論見を諦め、自身を復讐へと駆り立てた丹羽赫夜の策謀を阻止するために直刃と共に自死して刃傷事件以前の時間軸に戻る。
【刃・忠勇義烈編】
表立っては活動せず、密かに直刃と連絡を取って赫夜と対決するための準備をする。赤穂浪士たちを切腹したと見せかけて幕末時代へタイムスリップさせ、元禄へ帰還後は駿河国富士山麓に布陣した安兵衛と共闘する。
【武士の鼓動】
赤穂浪士たちを現代にタイムスリップさせると言いながら、意図的に幕末の世へ飛ばす。赤穂浪士が生存してしまった歴史の歪みを修正するためだと語り、稀に直刃たちの前に姿を現す。元禄に帰還した後は米沢で上野介の容態を確認し、その死の直前に直刃を迎えにやってくる。
色部 安長（いろべ やすなが） ○
声 - 白雪碧 / 五十嵐裕美
上杉家家老。
山吉 新八郎（やまよし しんぱちろう） ○
声 - 小倉結衣 / 同じ
百花魁編から登場。色部に内蔵助の暗殺を命じられている上杉家の家臣。右眼に眼帯をした隻眼となっている。
【百花魁編】
山科から逃亡した直刃を山賊の仲間と決めつけて攻撃するも巻き上げで刀を奪われて、その腕を気に入り互いの素性を明かさぬまま共に行動することになる。その実力はかなり高く、1ヶ月ほどで巻き上げも習得してしまった。直刃のことを「お兄ちゃん」と呼び、他の女性と話していると嫉妬するなどヤンデレの気がある。上杉家の密命で内蔵助の命を狙うも、新八の正体を知った直刃に阻まれてしまう。直刃に袖にされたと思い込み、以降は直刃もろとも赤穂の者の命を付け狙う。再び山科を襲撃した際に萱野を殺害し、直刃の精神に大きなダメージを与えた。赤穂浪士が吉良邸に討ち入った場合は直刃と対決することを予告するも、実際には姿を現さず、秘密裏に左兵衛こと吉良義周を連れ出す役目を担う。その後本物の上野介を米沢まで護衛するが、奥州街道で直刃と対決。直刃に戦法を知られていたために技を見切られ、頭部を打ち据えられて敗北する。
【仇華・宿怨編】
一学と行動を共にし、平左衛門を罠に嵌めるなど暗躍するが、最終的には色部の命令で一学を拘束して監禁する。
【刃・忠勇義烈編】
商人に化けて吉良邸へ潜入した右衛門七を訝しみ、手酷い虐待を加えて尋問する。吉良邸への討ち入り時には薬で眠らされて主君が死んだことにされてしまい、丹羽赫夜との最終決戦では一学と共に駿河国富士山麓に布陣した安兵衛に助勢する。
【武士の鼓動】
「鏡花水月編」にて登場。百花魁編から分岐し、直刃が山科へ戻らず新八と行動を共にし続けるアナザーストーリーが描かれる。直刃と共に道場破りをして日銭を稼ぎながら旅をし、紀州を回りながら数ヵ月かけて京へ戻る。中山道で用心棒を請け負った二人は深谷宿で商人から土地を奪おうとしている柳生烈堂と敵対し、烈堂を殺す。見返りとして村はずれの屋敷を手に入れた新八はそこで直刃と過ごすが、赤穂浪士の討ち入りが迫り人手を必要とする一学から接触を受け、左兵衛を守るよう依頼される。上杉、吉良の手の者が直刃にまで接触したことを知り、江戸の吉良邸に向かって討ち入りに乱入するが、安兵衛と数右衛門に敗れて上野介を殺される。満身創痍で直刃の元に戻りしばらく過ごすが、赤穂の第二陣が米沢に向かう途中の上野介を殺したため直刃が現代に帰ってしまう。直刃を失った新八は自死しようとするが、直刃の子を身籠っていることを知り思いとどまる。後年、上杉家に再仕官し米沢で余生を過ごしたことが語られる。
猿橋（さるはし）
声 - 天神祭
【假名手本忠臣蔵編】で直刃の命を狙う刺客。
将軍および幕臣
徳川 綱吉（とくがわ つなよし） ○
声 - 佐倉江美 / 永井真衣
政治は側用人の吉保に任せており、自身は好きな犬と遊んでいる。犬耳状の飾りの付いたカチューシャを付け、3匹の子犬を侍らせた姿で描かれている。勝手気ままであり、自分の裕福な時間を邪魔されたことに怒り、その原因は刃傷事件を起こした浅野内匠頭にあると判断し、彼女だけに切腹を申し上げるのであった。
柳沢 吉保（やなぎさわ よしやす）
声 - 陸奥出流 / 小尾元政
上野介ともども数少ない女性化されていない主要人物。赤穂を自分の物にしたいという野望達成のため、荻生徂徠と共に吉良 上野介を利用することを決める。
荻生 徂徠（おぎゅう そらい）
声 - 水上司郎
柳沢と共謀し、泉岳寺の大大凶の御籤を使って上野介を操った。
多門 伝八郎（おかど でんぱちろう） ○
声 - 白雪碧
旗本で幕府の目付役。内匠頭の取り調べと検分を担当し、江戸急進派編では逃亡する安兵衛を手助けするなど赤穂に肩入れした。
土屋 主税（つちや ちから） ○
声 - 上田朱音

その他の登場人物
深海 鐺（ふかみ こじり）
声 - ヒマリ
直刃の姉で、女子大の剣道部に在籍している。歴女だが戦国時代には飽きている。
垣見 五郎兵衛（かきみ ごろべえ） ○
声 -
忠臣蔵で有名な日野家用人。本作では眼鏡をかけた姿となっている。神奈川宿で自身の名を騙る偽物と出くわして問いただすが、その正体が仇討ちに向かう途中の浅野家家臣・大石内蔵助であることを知ると黙認する。
お梅（おうめ）
声 - 鈴谷まや / 同じ
越後と会津を往来している少女。
おきん
声 - あじ秋刀魚 / 前田恵
安兵衛の実姉。越後の豪農に嫁いでいるが、妹の安兵衛とは音信不通で彼女のことを心配している。
毛利 時房（もうり ときふさ） ○
声 - 篠原ゆみ
小平太の実姉。以前は仕官していたが病気が元で浪人となった。
山田 浅右衛門吉行（やまだ あさえもんよしゆき） ○
声 - 一色ヒカル / 田中涼子
代々御試御用を務める山田浅右衛門の1人。父は江戸住みだが本人は跡目ではないため大坂で役を務める。普段は尼の格好をしながらも酒を飲み博打をやる不真面目な人物だがその実力は確かであり剣の腕の他に刀剣についても詳しい。数右衛門や安兵衛とは旧知の仲。直刃から「クサレ尼」と呼ばれて仲が悪い。
屋治助（やじすけ） ○
声 - あじ秋刀魚
江戸の畳職人。安兵衛たちが贔屓にしていて、内匠頭が上野介に出された嫌がらせの畳替えにおいて、尽力し、一晩で畳替えを成功させた。
菜夏（なな）
声 - ヒマリ
安兵衛たち江戸組行きつけの蕎麦屋の看板娘。
袴田 雛子（はかまだ ひなこ）
声 - 雪村とあ
クリスマスに直刃が告白するも彼氏がいると言って断っているが、元禄の時代を生き抜いて無事に帰ってきた直刃を見て、今の彼氏から直刃に乗り換える気満々。大会で優勝しその凛々しい姿にかなり心打たれた様子。
その後、安兵衛ルートで300年後に一緒にやってきた安兵衛の姿を見てライバル心ムンムンである。安兵衛からは「ビッチ殿」と呼ばれてしまう。
陶山（すやま）
声 - 小倉結衣
直刃の同級生。眼鏡をかけた小柄な少年風の容姿。
赤坂（あかさか）
声 - 大場弐勤
直刃の同級生。やや大柄な不良少年風の容姿。
綿屋 拓実（わたや たくみ）
声 - 樫野樹

近衛家・家臣（このえけ・かしん）
声 -

近衛 忠徳（このえ ただのり）
声 -

丹羽 赫夜（にわ かぐや）○
声 -
この話のすべての黒幕により、本来起こる松の廊下事件を起こすために柳沢 吉保と荻生 徂徠を味方につけ、吉良 上野介を操るのであった。そして、300年後の平成時代にいる直刃が初詣でおみくじを引く時、呪いの札である大々凶の御籤を引かせ、日食と共に直刃を300年前の江戸時代に飛ばし、そこにいる直刃に意識を乗っ取るよう仕組んだ張本人でもある。しかも時折、泉岳寺の関係者やただの通行人などに扮して直刃などの行動を監視していた。
【刃・忠勇義烈編】では本格的に行動を開始し、無数の骸骨兵を世に放ち、そして大晦日の江戸大地震で赤穂浪士の亡霊を暴れさせ、赤穂浪士を最悪の英雄として歴史を塗り替えようと企んでいたが、直刃と内蔵助を始めとする赤穂浪士一同により立ち塞がれ、戦いとなる。その後、自分は浅野家の血筋であると明かし、先祖代々ずっと日陰者として惨めな一生を送っていたという事と、深海直刃は浅野内匠頭の腹違いの姉弟であると、直刃と内蔵助達に告白。代々受け継いできた浅野家と赤穂浪士への怒りを晴らすために、大々凶の御籤を模した呪いを完成させて復讐を誓い、浅野内匠頭を松の廊下刃傷事件で惨めな死に様を作った。最終的には自ら呪いとなって巨大な黒蛇となり千鳥を手に取った直刃とぶつかるが、一刀両断される。

武士の鼓動より登場
近藤 勇（こんどう いさみ）○
声 - 一色ヒカル
幕末の時代、京の治安を守る武装集団「新選組」の局長。見た目は金髪のカーラヘアーにお嬢様口調が特徴だが、剣術の腕はまさに天然理心流を極めた強者（金髪と青い瞳をしているため、異国人のハーフ）。不逞浪士を冷徹に取り締まるよう指示を出している。見回りの最中に数兵衛門が自分達の隊服に文句を付けてきたのが、それがきっかけで知らずに赤穂浪士達の面々と巡り合い、そして池田屋事件時に内蔵助と剣を交え、小倉で本格的に決闘を挑んでいる。すべてが終わった後、新政府軍に投降、そのまま斬首と言う運命を辿っている。
親しい人物には自分の事を「イサリン」と呼ばせている。
幕末尽忠報国烈士伝 -MIBURO-の主要メンバーの1人。
土方 歳三（ひじかた としぞう）○
声 - 和水きなこ
新選組副長。歴史通りに「鬼の副長」という威厳が強く出ていて、局長である勇を日本一の侍大将にする事を目標にしている。そのせいか目的のためなら手段を選ばないところがある。池田屋事件時に安兵衛とやり合ったことで、小倉で一対一の決闘にまで至っていく。
親しい人物には自分の事を「ひじりん」と呼ばせている。
尽忠報国烈士伝 MIBUROの主要メンバーの1人。
沖田 総司（おきた そうじ）○
声 - 北都南
新選組一番隊隊長にして、天然理心流・塾頭。天真爛漫な性格をし、強い相手と戦う事が大好きで、吉原で勇達と飲んで楽しんでいた時に、直刃達と出会う。最初は切り合いになるが未遂で終わったが、池田屋事件では数兵衛門とやり合い、三段突きで数兵衛門に深手を負わせるが、その時に労咳がすでに発症していて倒れてしまう。そして小倉で再び数兵衛門と再会し、彼女との決闘を楽しみ、数右衛門に敗北する。その後、ある屋敷で生涯を終えている。
尽忠報国烈士伝 MIBUROの主要メンバーの1人。
斎藤 一（さいとう はじめ）○
声 - 藤咲ウサ
新選組三番隊隊長。歴史通りに居合殺法の達人にして、左利き。ぽわわっとした見た目としゃべり方だが、総司と同じく斬り合いをすることをすごく楽しむところがある。池田屋事件時に歳三と共に直刃と斬り合いをした時、彼に巻き上げを食らってしまう。その後、小倉では直刃と決闘する事になるが、直刃の逆胴により敗北。その後は、藤田五郎として東京で警察官としての道を進んでいる。
尽忠報国烈士伝 MIBUROの主要メンバーの1人。
桂 小五郎（かつら こごろう）○
声 - 上原あおい
維新四傑に数えられた一人で倒幕の志士。勤皇派の長州藩士。神道無念流免許皆伝で江戸三大道場「錬兵館」の塾頭ながらも、刀の時代は終わりだといち早く感じ取っており、刀を抜くことは稀である。一度、自分は強いと主張したことで成り行きで主税と竹刀で試合をし、一撃で勝っているため、腕の方は鈍ってはいない。
頭脳明晰だがすごく捻くれた性格をしていて、相手を見下す生意気な一面もあるが、同じ勤皇派からの人望は厚い。萩弁で「ぶち」が口癖。
一魅からの手紙で直刃と赤穂浪士一同から佐幕派（新選組）から護られているが、最初は怪しい浪人としか見ていなかった。しかし共に過ごしていくうちに打ち解けていく。
尽忠報国烈士伝 MIBUROでも登場はしていないが、名前だけは多く出ている。
高杉 晋作（たかすぎ しんさく）○
声 - 北見六花
長州藩の尊王攘夷の志士として活躍した奇兵隊創設者だが、沖田と同じ労咳を患っていても、平然と振舞っている。
松平 容保（まつだいら かたもり）○
声 -
京都守護職を務める、会津藩主。近藤たちを心から信頼していて、彼女らに新選組の名を与えている。しかもなぜか「中将様」ではなく「上様」という呼び名が使われている。
尽忠報国烈士伝 MIBUROにも当然登場しているが、キャラデザインはかなり異なっている。
西郷 頼母（さいごう たのぼ）○
声 -
会津藩家老。新選組のやり過ぎる活動に異を唱えているが、殿である容保には相手にされていなく、悩みの種になっており、その悩みを抱えている時に偶然内蔵助と出会っている（彼女はそれが本人である事は夢にも思わない）。土方の話によれば、会津の大石内蔵助と呼ばれているとか。
尽忠報国烈士伝 MIBUROにも当然登場している。
中津川 祐見（なかつがわ ゆうけん）
声 - 手塚りょうこ
菅野 六郎左衛門（すがの ろくろうざえもん）
声 - ？
荒川 十太夫（あらかわ じゅうだゆう）○
声 - 遥そら
荒川 お仙（あらかわ おせん）○
声 - 桐谷華
大高 源吾（おおたか げんご）○
声 -
武士の鼓動で登場した赤穂浪士の1人にして大々凶の御籤で幕末に飛んだ1人。「～でありんす。」と語尾をつけてしゃべる。直刃とご城代一同が山道を登っていた時、「コロリ」という病気が流行っているということを知らせるため、駆け付けて来たところから出番が増え続けている。そして京で自分の子孫＝大高又次郎と巡り合うが、自分がご先祖と言っても信じてもらえないという理由で、脇屋新兵衛という偽名で又次郎と関係を持つようになる。だが池田屋事件で又次郎は戦死してしまい、その亡骸を見た事で近くの場所で号泣してしまう。それが苦になってしまったのか、直刃の世継ぎ話には参加していない。
奥田 貞右衛門（おくだ さだえもん）○
声 -
武士の鼓動で登場した赤穂浪士の1人にして大々凶の御籤で幕末に飛んだ1人でもある。孫太夫の親戚で、その本人と同じくゴスロリ姿をしているが、性格の方は孫大夫と違い至って真面目な性格をしている。しかも医術の心得もあり、総司の三段突きで深手を負った数右衛門の治療を行った。
原 惣右衛門（はら そうえもん）○
声 -
武士の鼓動で登場した赤穂浪士の1人にして大々凶の御籤で幕末に飛んだ1人。山科の寺での生活時、ワンシーンのみ登場。
赤埴 源三（あかばね げんぞう）○
声 -
武士の鼓動で登場した赤穂浪士の1人にして大々凶の御籤で幕末に飛んだ1人。原惣右衛門と同じく、山科の寺での生活時、ワンシーンのみ登場。
大高 又次郎（おおたか またじろう）○
声 - 上田朱音
桂 小五郎の御側役を担っている勤皇派の志士。幼い頃に甲州流軍学や西洋砲術を学び、尊王攘夷を志して林田藩から脱藩し、長州藩と行動を共にする。京都の町に潜伏しながら、情報収集や武器調達、小五郎の身の回りのお世話をしている。同時に忠兵衛という義妹がいて、共に尊王攘夷を姉妹共に目指している。
彼女は赤穂浪士の1人、大高源吾の子孫でその血筋から周りから一目置かれていて、自分も先祖である源吾を尊敬している。その血筋のせいか、顔つきもどこか似ているせいもあり、源吾自身も他人とは思えないと意見が出た。池田屋事件時に新選組の御用改め時に深手を負い、土方に止めを刺され、絶命。亡骸を運ばれていたのを外で見ていた源吾を号泣させた。
尽忠報国烈士伝 MIBUROでも登場はしていないが、名前だけは出ている。池田屋襲撃前時にワンシーンのみ、義妹の忠兵衛だけ登場。近藤が池田屋に現れた時には別の人物が登場している。
山崎 丞（やまざき すすむ）○
声 - 藤森ゆき奈
新選組の1人で、主に密偵などを担っている。そして、近藤、土方、沖田、斎藤と共に小倉で赤穂浪士を目撃した1人でもある。
尽忠報国烈士伝 MIBUROの主要メンバーの1人。
真木 保臣（まき やすおみ）○
声 -
久留米藩士、尊王攘夷の中心的人物の1人。ご天子様を会津と薩摩からお救いするという大義名目で御所に戦を仕掛けるが、天王山に敗走するという結果となり、殿を務める時、小五郎の安否を直刃と新六から聞いた後、追撃してきた近藤の前で切腹する。

## 制作
小夜役の秋野花が「Getchu.com」に寄せたコラムによると、本作はシナリオの葉山こよーてと原画のぬいが、ほぼ2人だけで作ったという。

### キャスティング
ヒロインのひとり矢頭右衛門七の妹・小夜は、普段は生意気ながらもかわいらしいところがあり、かつ繊細な一面もあるという難役だったこともあり、なかなか決まらなかった。秋野花が起用されたのは、本作を発表する少し前のことだった。葉山は秋野からメールで送られたボイスサンプルを聞いて自分の思い描いていたイメージと一致したと「Getchu.com」内コラムに寄せたコメントの中で振り返っている。

## スタッフ
- 原画 - ぬい
- シナリオ - 葉山こよーて

## 主題歌
無印
1stオープニング「ADABANA-仇華-」
- 作曲：戸田章世／編曲：東タカゴー／歌・作詞：Duca

1stエンディング「終わりの始まり」
- 作曲・編曲：安瀬聖／歌・作詞：Duca

2ndオープニング「Dearest Sword,Dearest Wish」
- 作詞・作曲：Team-OZ／編曲：伊藤ミツヤ／歌：Ayumi.

2ndエンディング「蒼穹」
- 作詞・作曲：Team-OZ／編曲：岩野道拓／歌：氷青

ファンディスク
オープニング「薔薇色事変」
- 作詞：RUCCA／作曲：菊田大介／編曲：喜多智弘／歌：飛蘭

エンディング「一つの願い 一つの祈り」
- 作詞・作曲：Team-OZ／編曲：伊藤ミツヤ／歌：小倉結衣

エンディング「二人の鼓動」
- 作詞・作曲・編曲：Team-OZ／歌：有栖川みや美

PS Vita版
オープニング「凛武繚乱」
- 作詞：山下慎一狼／作曲：Team-OZ／編曲：伊藤ミツヤ／歌：榊原ゆい